# Garras de oro
Garras de oro es una película muda colombiana de 1926, dirigida por P. P. Jambrina, seudónimo de Alfonso Martínez Velasco, y producida por la compañía vallecaucana Cali Films, de la cual no se conoce ningún antecedente. La película abarca el polémico tema de la separación de Panamá de Colombia, haciendo una fuerte crítica al papel desempeñado por los Estados Unidos. La película estuvo perdida por muchos años, por lo que no ha podido ser restaurada en su totalidad.

## Restauración
La restauración de la película está a cargo de la Fundación Patrimonio Fílmico Colombiano, sin embargo, no ha podido ser rescatada en su totalidad, por lo que en la versión restaurada tan solo se pueden apreciar 56 minutos de la misma, que incluyen el inicio, el final y tres rollos intermedios.

## Sinopsis

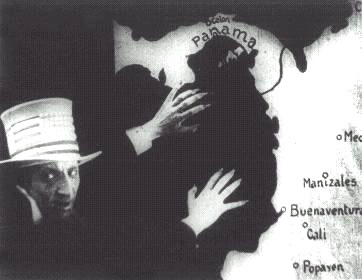
Fotograma de la película, el "Tío Sam".

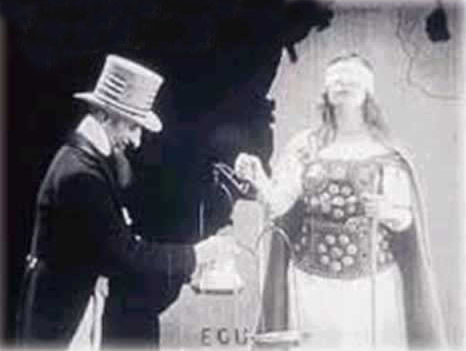
Fotograma de la película, el "Tío Sam" manipula la balanza de la justicia.

La historia transcurre durante 1903, año de la separación del departamento de Panamá, en donde un ciudadano estadounidense, junto con un grupo de colombianos, defiende los intereses soberanos del país sobre el canal oponiéndose a las intenciones del gobierno de los Estados Unidos. De manera intermitente se aprecian algunos episodios que narran la toma de Panamá de forma metafórica, con personajes como Tío Sam, que roba el canal del mapa de Colombia e inclina la balanza de la justicia con bolsas llenas de dinero que suman 25 millones de dólares, aludiendo al dinero que dio el gobierno de Estados Unidos a Colombia como indemnización por la pérdida de Panamá a través del tratado Urrutia-Thomson.